# Данджур
Данджур, также Тэнгьюр, Тенджур (тиб. བསྟན་འགྱུར, Вайли Bstan 'gyur, буквально «перевод поучений») — канонизированный свод комментариев к тибетскому канону «Ганджур». Собирание и редактирование в основном завершилось в 14 в. Известны 4 его ксилографических издания (Чоне, Дерге, Пекинское и Нартанское). Самым ранним автором Данджура является Нагарджуна, а самым поздним Цзонкапа.
Данджур состоит из 2 больших отделов: джуд, или комментарии на тантры, и до, или комментарии на сутры 
Данджур содержит комментарии к Ганджуру, поучения, философские сочинения по абхидхарме, сочинения разных авторов по языкознанию, стихосложению, медицине, архитектуре, переведённые с санскрита. Насчитывают в полном варианте 254 тома, около трёх с половины тысяч текстов.
Распространение в Монголии получила версия из 225 томов.